# Teupitz
Teupitz is een gemeente in de Duitse deelstaat Brandenburg, en maakt deel uit van het Landkreis Dahme-Spreewald.
Teupitz telt 1.885 inwoners.